# Международная организация тюркской культуры
Международная организация тюркской культуры (тур. Uluslararası Türk Kültürü Teşkilatı; англ. International Organization of Turkic Culture; ТЮРКСОЙ, TÜRKSOY) — международная организация, объединяющая тюркские страны и регионы. Основной целью позиционируется «сотрудничество между тюркскими народами для сохранения, развития и передачи будущим поколениям общих материальных и культурных памятников тюркских народов».

## История
Организация берёт своё начало на встречах в Баку и Стамбуле в течение 1992 года, на которых министры культуры Азербайджана, Казахстана, Кыргызстана, Узбекистана, Турции и Туркменистана заявили о своей готовности сотрудничать в рамках совместного культурного проекта.
12 июля 1993 года в Алматы министры культуры Азербайджана, Казахстана, Кыргызстана, Узбекистана, Турции и Туркменистана подписали соглашение о создании Организации по совместному развитию тюркской культуры и искусства (тур. Türk Kültür ve Sanatları Ortak Yönetimi, откуда аббревиатура).
В 1996 году начато официальное сотрудничество ТЮРКСОЙ и ЮНЕСКО, включая совместные консультации и взаимное представительство.
В 2009 году организация получила нынешнее название.
В том же году ТЮРКСОЙ вошла в состав Тюркского совета, геополитической организации тюркских стран, основанной 3 ноября 2009 года.

## Участники
Членами ТЮРКСОЙ являются 6 государств. Ряд регионов (федеральные субъекты или автономные регионы третьих стран) имеют статус наблюдателей.
В конце 2015 года на фоне обострения конфликта России и Турции министр культуры России Владимир Мединский направил телеграмму главам республик Алтай, Башкортостан, Саха (Якутия), Татарстан, Тыва, Хакасия о необходимости незамедлительно прекратить контакты с Международной организацией тюркской культуры (ТЮРКСОЙ). Это привело к тому, что российские республики вышли из организации, при этом Башкортостан и Татарстан остались в качестве наблюдателей.
| Страна       | Язык            |
| ------------ | --------------- |
| Турция       | Турецкий        |
| Азербайджан  | Азербайджанский |
| Казахстан    | Казахский       |
| Кыргызстан   | Кыргызский      |
| Туркменистан | Туркменский     |
| Узбекистан   | Узбекский       |

| Регион                    | Язык       |
| ------------------------- | ---------- |
| Республика Алтай (Россия) | Алтайский  |
| Башкортостан (Россия)     | Башкирский |
| Гагаузия (Молдавия)       | Гагаузский |
| Северный Кипр             | Турецкий   |
| Татарстан (Россия)        | Татарский  |
| Тыва (Россия)             | Тувинский  |
| Хакасия (Россия)          | Хакасский  |
| Якутия (Россия)           | Якутский   |